# 에세키엘 가라이
에세키엘 마르셀로 가라이 곤살레스(스페인어: Ezequiel Marcelo Garay González eseˈkjel ɣaˈɾai[*], 1986년 10월 10일 ~)는 아르헨티나의 은퇴한 축구 선수로, 아르헨티나 국가대표팀에서 중앙 수비수로 활약했다.
그는 뉴얼스 올드 보이스에서 축구를 시작한 뒤 19세의 나이로 스페인에 건너가 라싱 산탄데르와 레알 마드리드 소속으로 6시즌을 보내며 라 리가 109경기에 15골을 기록했다. 2011년, 그는 벤피카로 이적해 4개의 주요 대회 우승을 기록했는데, 특히 2013-14 시즌에는 국내 트레블을 달성했다.
가라이는 아르헨티나를 대표로 2014년 FIFA 월드컵과 두 차례의 코파 아메리카 대회에 참가했다.

## 클럽 경력

### 초기 경력
가라이는 산타페 주 로사리오 출신이다. 그는 18세의 나이에 인근 프리메라 디비시온 소속 구단인 뉴얼스 올드 보이스에서 프로 무대 신고식을 치렀다. 그의 첫 상대는 클루브 데 힘나시아 이 에스그리마 라 플라타로, 인근 구단은 2005-06 시즌 아페르투라 리그 우승을 거두었다.
가라이는 뉴얼 소속으로 12번의 리그 경기에 더 출전했고, 로사리오 센트랄과 벌인 인근 더비 경기에서 처음이자 마지막 골을 기록했다.

### 라싱 산탄데르
2005년 12월, 가라이는 라 리가의 라싱 산탄데르에 입단해 7경기에서 90분을 소화해 칸타브리아 연고의 구단이 강등되는 것을 간신히 막았다. 그는 첫 온전한 시즌에 훌륭한 경기를 계속해서 펼쳤는데, 그는 31경기에 9골을 기록해 수비수로는 10골을 넣은 인테르나치오날레의 마르코 마테라치에 이어 유럽 최다 득점 2위를 기록했다. 그는 레알 마드리드만을 상대로 무려 3골을 기록했는데, 안방에서 2-1로 이긴 경기에서는 두 번의 페널티킥 (나머지 중 5골도 페널티킥으로 기록)으로 골을 넣었고, 1-3으로 패한 원정 경기에서도 한 골을 추가해 라싱이 리그 10위를 차지해 2002년에 1부 리그에 복귀한 이래 최고의 성적으로 이끌었다.
2008년 3월 19일, 헤타페와의 코파 델 레이 준결승전에서 다리 중상을 당한 가라이는 시즌 남은 기간 동안 출전하지 못했다. 그는 22번의 출전한 경기에서 3골을 넣으며 구단 최고 성적인 6위를 거두는 데 일조했고, 사상 첫 UEFA컵 진출도 이룩했다. 그는 2007년 9월 30일, 1-0으로 이긴 알메리아전에서 한 골을 기록하기도 했다.

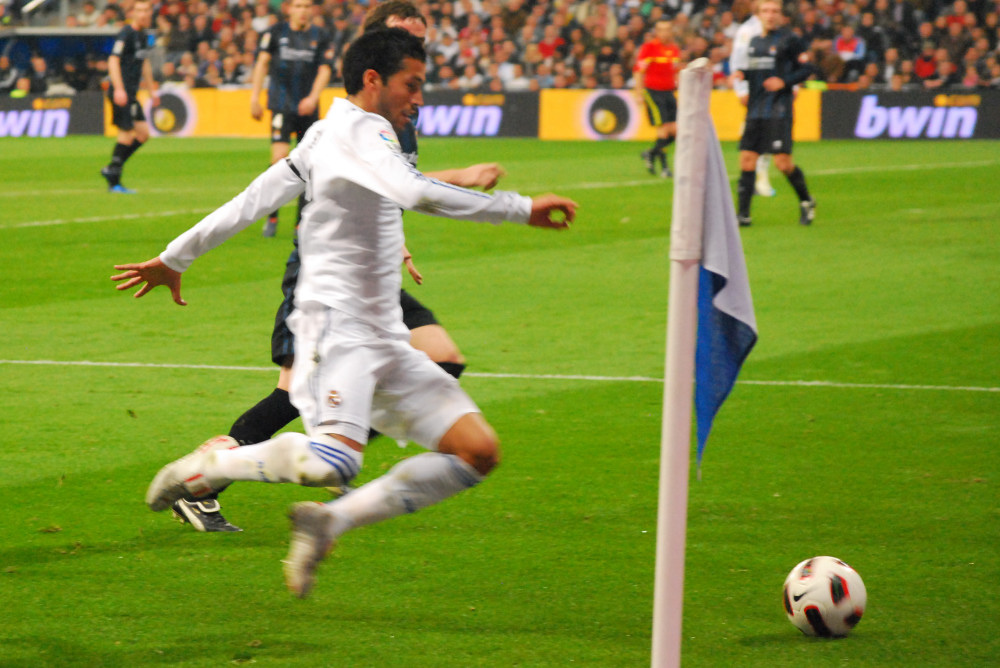
2011년 레알 소시에다드와의 경기에 출전한 레알 마드리드의 가라이

### 레알 마드리드
2008년 5월 18일, 라싱은 가라이를 레알 마드리드에 매각했지만, 한 시즌 동안 임대로 전 소속 구단에 복귀했다. 2009년 7월에 임대에서 복귀한 후, 가라이는 8월 29일, 데포르티보와의 시즌 개막전에서 머랭 (Merengues) 소속으로 리그 첫 경기를 치렀고, 안방에서 치른 이 경기는 3-2로 이겼다. 12월 12일, 중상을 당한 페페와 교체로로 들어간 후, 그는 첫 골을 기록했는데, 샤비 알론소의 프리킥을 머리로 연결해 6분이 남은 상황에서 발렌시아를 상대로 3-2 승리를 챙겼다.
가라이는 주제 모리뉴 신임 감독 하에 2010-11 시즌 동안 4순위 수비수로 분류되었고, 5번의 리그 경기에 출전하는데 그치고, 그 시즌 코파 델 레이에도 2경기 (연장전 끝에 1-0으로 이긴 바르셀로나와의 결승전 1분 출전 포함) 에 출전하는데 그쳤다.

### 벤피카

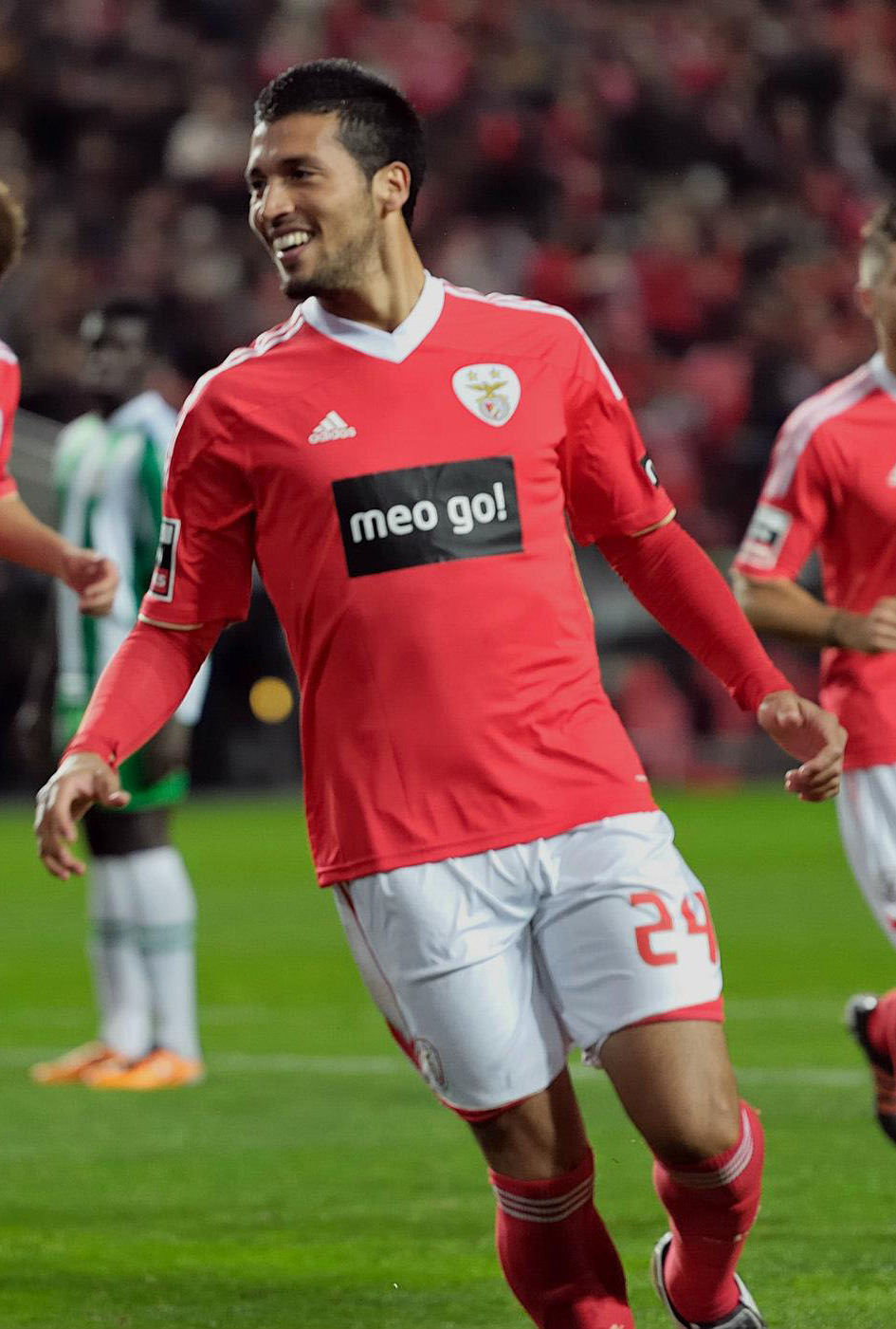
2011년, 벤피카의 가라이

2011년 7월 5일, 가라이는 4년 계약을 맺고 벤피카로 €5.5M에 이적했다. 그는 레알 마드리드의 파비우 코엔트랑 영입 조항에 따라 이적했지만, 가라이는 별도의 계약서에 서명했다. 레알 마드리드는 가라이의 향후 이적으로 벤피카가 받을 이적료 50%를 가저갈 권한도 얻었고, 후자의 경우 지분의 40%에 해당하는 €1.175M을 벤피카 스타스 펀드에 매각했다.
가라이는 리스본에서 다수의 같은 국적의 선수들과 합류했고, 루이장과 함께 중앙 수비를 맡곤 했다. 2014년 4월 24일, 그는 시즌 8호골을 기록했는데, 소속 구단은 UEFA 유로파리그 준결승 1차전에서 유벤투스를 상대로 안방 2-1 승리를 챙겼다.

### 제니트
2014년 6월 25일, 러시아의 제니트는 도합 €6M의 이적료에 가라이를 영입했고, 벤피카는 선수의 지분 40%에 해당하는 €2.4M을 받았다.
그는 첫 시즌에 모든 대회를 통틀어 42경기에 출전해, 소속 구단의 5번째 러시아 프리미어리그 우승으로 이끌었다.

### 발렌시아
2016년 8월 31일, 가라이는 €20M으로 추정되는 이적료에 스페인의 발렌시아로 둥지를 옮겼다.

## 국가대표 경력

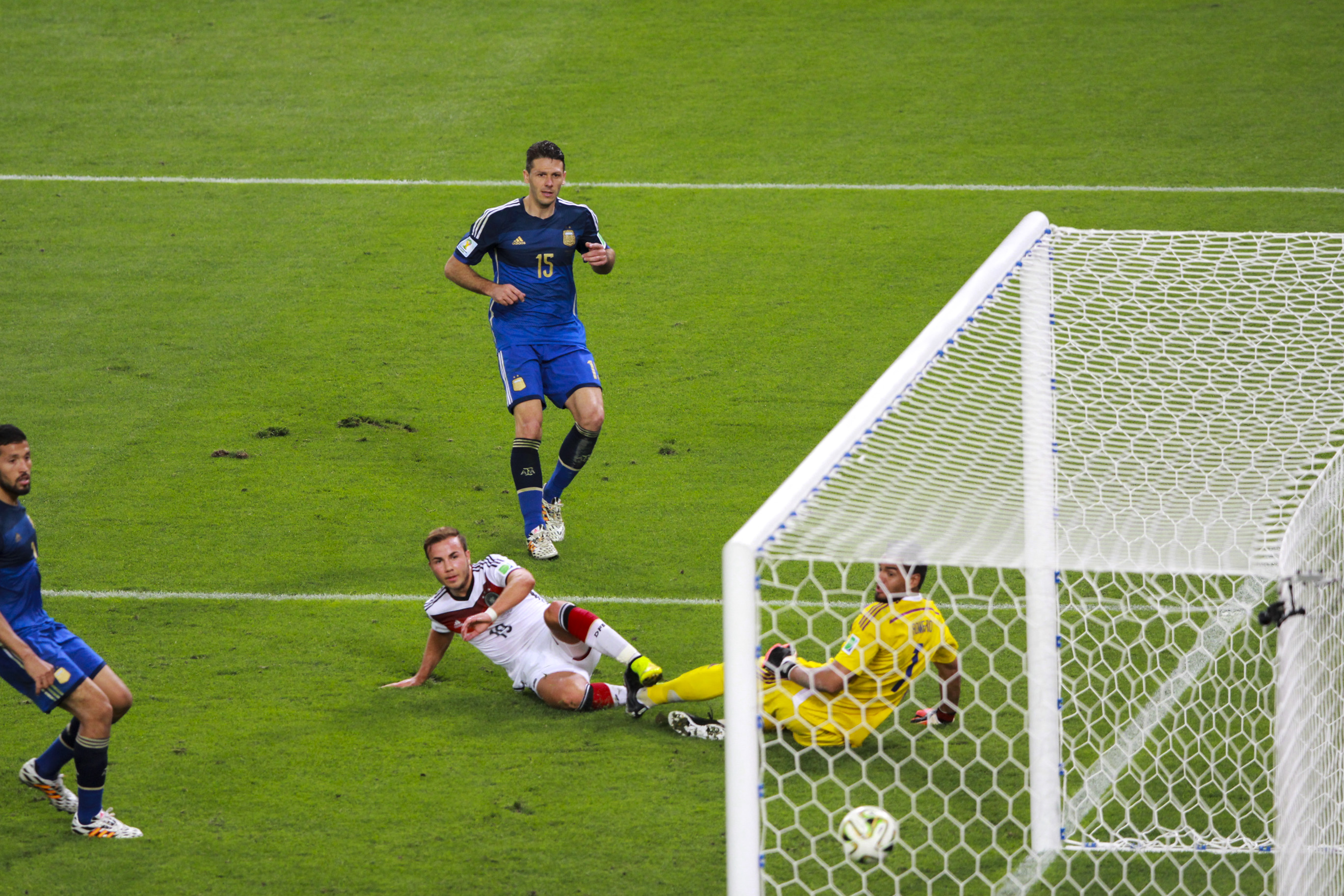
2014년 FIFA 월드컵 결승전에서 독일의 마리오 괴체가 결승골을 넣는 가운데, 가라이, (왼쪽) 마르틴 데미첼리스, (가운데) 그리고 세르히오 로메로가 그의 저지를 시도하고 있다.

가라이는 2005년 아르헨티나 U-20 국가대표로 네덜란드에 열린 FIFA U-20 월드컵에 참가해 우승에 일조했다. 우승 주역으로 세르히오 아궤로, 페르난도 가고, 리오넬 메시, 그리고 오스카르 우스타리가 있었다.
2007년 8월 22일, 가라이는 노르웨이와의 친선경기에서 성인 국가대표팀 경기에 처음으로 출전했지만, 1-2로 패했다. 그는 앞서 5월에 알피오 바실레 감독에 의해 2007년 코파 아메리카를 앞두고 치른 친선전에 출전하기 위해 차출되었지만, 부상으로 대회는 물론 친선전에도 참가하지 못했다.
가라이는 세르히오 바티스타 신임 국가대표팀 감독에 의해 2011년 코파 아메리카 명단에 이름이 올랐다. 그는 알레한드로 사벨라 후임 감독에 의해 2014년 FIFA 월드컵 명단에도 이름이 올랐는데, 그는 6월 15일, 보스니아 헤르체고비나와의 조별 리그에서 대회 첫 경기를 치러 90분을 소화했고, 2-1 승리에 일조했다. 그는 남은 경기에 모두 선발로 출전했고, 7월 9일, 120분 간의 혈전 끝에 0-0으로 비긴 네덜란드와의 준결승전에서는 승부차기 주자로 나서 점수를 올리고 조국의 24년 만의 결승 진출에 일조했다.
가라이는 2015년 코파 아메리카에도 명단에 이름을 올렸고, 라 세레나에서 벌어진 파라과이와의 첫 경기에 선발로 출전했고, 경기는 2-2로 비겼다.

## 클럽 통계
2016년 12월 4일 기준
| 클럽               | 시즌      | 리그 | 리그 | 컵   | 컵 | 대륙 | 대륙 | 합계 | 합계 |
| 클럽               | 시즌      | 출장 | 골   | 출장 | 골 | 출장 | 골   | 출장 | 골   |
| ------------------ | --------- | ---- | ---- | ---- | -- | ---- | ---- | ---- | ---- |
| 뉴얼스 올드 보이스 | 2004–05   | 2    | 0    | —    | —  | —    | —    | 2    | 0    |
| 뉴얼스 올드 보이스 | 2005–06   | 12   | 1    | —    | —  | —    | —    | 12   | 1    |
| 뉴얼스 올드 보이스 | 합계      | 14   | 1    | —    | —  | —    | —    | 14   | 1    |
| 라싱 산탄데르      | 2005–06   | 7    | 0    | 0    | 0  | —    | —    | 7    | 0    |
| 라싱 산탄데르      | 2006–07   | 31   | 9    | 1    | 0  | —    | —    | 32   | 9    |
| 라싱 산탄데르      | 2007–08   | 22   | 3    | 7    | 2  | —    | —    | 29   | 5    |
| 라싱 산탄데르      | 2008–09   | 24   | 2    | 2    | 0  | 4    | 0    | 30   | 2    |
| 라싱 산탄데르      | 합계      | 84   | 14   | 10   | 2  | 4    | 0    | 98   | 16   |
| 레알 마드리드      | 2009–10   | 20   | 1    | 0    | 0  | 3    | 0    | 23   | 1    |
| 레알 마드리드      | 2010–11   | 5    | 0    | 2    | 0  | 1    | 0    | 8    | 0    |
| 레알 마드리드      | 합계      | 25   | 1    | 2    | 0  | 4    | 0    | 31   | 1    |
| 벤피카             | 2011–12   | 24   | 2    | 3    | 0  | 10   | 0    | 37   | 2    |
| 벤피카             | 2012–13   | 27   | 1    | 1    | 0  | 14   | 1    | 42   | 2    |
| 벤피카             | 2013–14   | 27   | 6    | 8    | 0  | 14   | 2    | 49   | 8    |
| 벤피카             | 합계      | 78   | 9    | 12   | 0  | 38   | 3    | 128  | 12   |
| 제니트             | 2014–15   | 26   | 1    | 1    | 0  | 15   | 0    | 42   | 1    |
| 제니트             | 2015–16   | 20   | 2    | 2    | 0  | 6    | 0    | 28   | 2    |
| 제니트             | 2016–17   | 4    | 0    | 1    | 0  | 0    | 0    | 5    | 0    |
| 제니트             | 합계      | 50   | 3    | 4    | 0  | 21   | 0    | 75   | 3    |
| 발렌시아           | 2016–17   | 8    | 1    | 0    | 0  | 0    | 0    | 8    | 1    |
| 발렌시아           | 합계      | 8    | 1    | 0    | 0  | 0    | 0    | 8    | 1    |
| 경력 합계          | 경력 합계 | 259  | 29   | 28   | 2  | 67   | 3    | 356  | 34   |

## 수상

### 클럽
뉴얼스 올드 보이스
- 아르헨티나 프리메라 디비시온: 2004년 아페르투라[31]

레알 마드리드
- 코파 델 레이: 2010–11[31]

벤피카
- 프리메이라리가: 2013–14[32]
- 타사 드 포르투갈: 2013–14[32]
- 타사 다 리가: 2011–12, 2013–14[32]
- UEFA 유로파리그 준우승: 2012–13, 2013–14[33]

제니트
- 러시아 프리미어리그: 2014–15
- 러시아 컵: 2015–16
- 러시아 슈퍼컵: 2015, 2016

### 국가대표팀
아르헨티나 U-20
- FIFA U-20 월드컵: 2005[31]

아르헨티나 U-23
- 하계 올림픽: 2008[31]

아르헨티나
- FIFA 월드컵 준우승: 2014[34]
- 코파 아메리카 준우승: 2015[35]

### 개인
- UEFA 유로파리그 올해의 팀: 2013–14[36]